# Gladys Bentley
Gladys Bentley (12. srpna 1907 – 18. ledna 1960) byla americká zpěvačka a klavíristka.
Narodila se ve Filadelfii trinidadské matce a americkému otci. V roce 1923, ve svých šestnácti letech, se přestěhovala do newyorského Harlemu, kde začala vystupovat jako barová klavíristka. Brzy se proslavila a začala vystupovat i v jiných městech, včetně Clevelandu, Chicaga a Hollywoodu. V letech 1928 až 1929 vydala u společnosti Okeh Records nahrávky osmi písní na čtyřech šelakových deskách. Později vydala ještě několik dalších nahrávek, ale věnovala se převážně koncertování. V roce 1937 se trvale usadila v Kalifornii.
Byla lesba a vystupovala v mužském oblečení. Sama tvrdila, že byla dvakrát vdaná za muže, ale jeden z nich její tvrzení popřel. V padesátých letech uváděla, že podstoupila hormonální léčbu kvůli schopnosti identifikovat se jako heterosexuál. Zemřela v Los Angeles na zápal plic ve věku 52 let.